# Dodola (Éthiopie)
Pour les articles homonymes, voir Dodola.
Dodola est une ville et un woreda d'Éthiopie située dans la zone Ouest Arsi de la région Oromia. Sa population est estimée à 43 200 habitants en 2022.

## Situation
Dodola se trouve à près de 2 500 m d'altitude, environ 75 km à l'est de Shashamané sur la route en direction de Robe,.

## Histoire
Ancienne capitale administrative de l'awraja Genale dans la province de Balé puis chef-lieu du woreda Dodola successivement dans la zone Bale et dans la zone Ouest Arsi de la région Oromia, la ville obtient elle-même le statut de woreda à la fin des années 2010 ou au début des années 2020. Elle forme désormais un district urbain de 8 km2 enclavé dans le reste du woreda Dodola.

## Population
D'après le recensement national réalisé par l'Agence centrale de la statistique d'Éthiopie, la ville compte 20 830 habitants en 2007 ce qui en fait la troisième agglomération de la zone après Shashamané et Arsi Negele.
En 2022, la même agence évalue la population de Dodola à 43 200 habitants.